# Даун, Эрнест
Сэр Эрнест Эдвард Даун KBE CB (англ. Ernest Edward Down; 1902—1980) — британский военачальник, генерал-лейтенант Британской армии, командовал 1-й воздушно-десантной дивизией Британской армии во время Второй мировой войны.

## Биография
Эрнест Даун был зачислен на службу в Дорсетский полк в феврале 1923 года как второй лейтенант. Во время Второй мировой войны командовал изначально 2-й парашютной бригадой, с которой был отправлен в Северную Африку в 1942 году. Позднее он вошёл в штаб командования 1-й воздушно-десантной дивизии, а в сентябре 1943 года, после начала высадки в Италии заменил погибшего в бою её командира, генерал-майора Джорджа Фредерика Хопкинсона. В 1944 году командовал 9-й (переименованной в 44-ю) индийской воздушно-десантной дивизией, в 1945 году — 2-й индийской воздушно-десантной дивизией.
После войны командовал 4-й пехотной дивизией в Греции, входившей в британский контингент во время греческой гражданской войны, с 1948 года руководил британской военной миссией в Греции. По возвращении в Великобританию был назначен командующим Центрально-Западным военным округом, командиром 53-й валлийской пехотной дивизии в 1950 году и затем главной Южного командования Британской армии в 1952 году (прослужил там до 1955 года). С 1955 по 1957 годы служил в Его Величества шропширском лёгком пехотном полку полковником.